# گری کوهن (بازیکن فوتبال)
گری کوهن (انگلیسی: Gary Cohen؛ زادهٔ ۲۰ ژانویهٔ ۱۹۸۴) بازیکن فوتبال اهل بریتانیا است.
از باشگاه‌هایی که در آن بازی کرده‌است می‌توان به باشگاه فوتبال واتفورد، باشگاه فوتبال وورکینگتون ای. اف. سی، باشگاه فوتبال گریمزبی تاون، و باشگاه فوتبال سنت آلبنز سیتی اشاره کرد.